# Ernst Schuster (Wirtschaftswissenschaftler)
Ernst Schuster (* 20. April 1893 in Wilhelmshaven; † 13. Juli 1979 in Karlsruhe) war ein deutscher Wirtschaftswissenschaftler und Hochschullehrer.

## Leben und Wirken
Nach seiner 1913 erfolgten Reifeprüfung an der Kieler Gelehrtenschule studierte Ernst Schuster vom Sommersemester 1913 bis zum Sommersemester 1917 Volkswirtschaftslehre, Geschichte, Philosophie und Rechtswissenschaft an der Christian-Albrechts-Universität zu Kiel, unterbrochen durch Kriegsfreiwilligendienst während des Ersten Weltkriegs. Im Dezember 1917 promovierte er in Kiel bei Bernhard Harms zum Dr. sc. pol. Von 1916 bis 1918 war er außerdem als wissenschaftlicher Hilfsarbeiter am Institut für Weltwirtschaft und Seeverkehr in Kiel tätig. Bis zu seiner Habilitation an der Universität Kiel im Jahre 1921 war Schuster weiterhin am Institut für Weltwirtschaft als Assistent tätig. Von 1921 bis 1923 lehrte er als Privatdozent für Wirtschaftliche Staatswissenschaften an der Universität Kiel, unterbrochen von einer Lehrstuhlvertretung an der Universität Münster im Sommersemester 1922. Von 1923 bis 1927 hatte er eine Stelle als Abteilungsassistent an der Rechts- und Wirtschaftswissenschaftlichen Fakultät der Eberhard Karls Universität Tübingen inne und ließ sich 1923 an die dortige Universität umhabilitieren. Im Jahre 1927 wechselte er als ordentlicher Professor für Volkswirtschaftslehre an die Handelshochschule Mannheim, wo er bis 1933 lehrte. Zusätzlich versah er seit dem Wintersemester 1927/28 einen Lehrauftrag an der Universität Heidelberg, die ihn 1930 zum Honorarprofessor ernannte. Von 1933 bis 1946 hatte Schuster dann ein Ordinariat an der Universität Heidelberg inne. Seit 1936 führte er an der Heidelberger Universität die Hochschularbeitsgemeinschaft für Raumforschung. Die amerikanische Militärregierung entließ Schuster Anfang 1946 aus dem universitären Dienst (1933 war das ehemalige SPD-Mitglied in die NSDAP eingetreten). 1947 wurde Schuster von der Spruchkammer Heidelberg als „Mitläufer“ eingestuft. Fortan war er in der Privatwirtschaft und bei verschiedenen Verbänden tätig. Bis 1958 leitete er das private Institut der deutschen Wirtschaft in Köln  und versah von 1955 bis 1960 einen Lehrauftrag an der Universität Köln. 1961 erhielt er die Rechtsstellung eines von seinen amtlichen Verpflichtungen entbundenen ordentlichen Professors an der Universität Heidelberg.

## Veröffentlichungen (Auswahl)
- Die Bewegung des englischen Außenhandels in den Jahren 1913–1915. In: Weltwirtschaftliches Archiv, Bd. 8 (1916), S. 46–90.
- Die Entwicklung der englischen Wiederausfuhr in den Jahren 1913, 1914 und 1915. In: Weltwirtschaftliches Archiv, Bd. 8 (1916), S. 370–388.

- (mit Hans Wehberg): Der Wirtschaftskrieg. Bd. 1: England. Fischer, Jena 1917 (Dissertation Universität Kiel).
- (Bearb.): Bericht der Royal Commission on Supply of Food and Raw Material in Time of War 1903. Fischer, Jena 1918.
- Zum englischen Gildensozialismus. In: Jahrbücher für Nationalökonomie und Statistik, Bd. 60 (1920), S. 481–504.
- Untersuchungen zur Frage nach der Möglichkeit einer theoretischen Wirtschaftswissenschaft. In: Archiv für Sozialwissenschaft und Sozialpolitik, Bd. 49 (1922), H. 1, S. 133–169.
- Typisierung als Wirtschaftsorganisation. In: Weltwirtschaftliches Archiv, Bd. 19 (1923), S. 429–438.
- Wohlstandsindex und Finanzreform (= Recht und Staat in Geschichte und Gegenwart, Bd. 34). Mohr, Tübingen 1924.
- Von der Verantwortung der Wissenschaft für das politische Schicksal Deutschlands. Eine Rede gehalten zur Reichsgründungsfeier der Universität Tübingen am 18. Januar 1925 (= Philosophie und Geschichte, Bd. 6). Mohr, Tübingen 1925.
- Das Einkommen. Eine kritische Untersuchung. Mohr, Tübingen 1926.
- Theorie des Staatseinkommens und der indirekten Steuern. In: Hans Teschemacher (Hrsg.): Festgabe für Georg von Schanz zum 75. Geburtstag. Bd. 2. Mohr, Tübingen 1928, S. 38–68.
- Wirtschaftstheorie und Wirtschaftspraxis. Akademische Rede gehalten bei der Jahresfeier der Handels-Hochschule Mannheim am 6. Juli 1928. Bensheimer, Mannheim 1928.
- Primat der Wirtschaft? Bensheimer, Mannheim 1932.
- Der Ordnungswille als Bestimmungsgrund des wirtschaftlichen Verhaltens. In: Zeitschrift für die gesamte Staatswissenschaft, Bd. 96 (1936), S. 241–280.
- (Mitautor): Monoindustrielle Agglomeration. Die Schuhindustriestadt Pirmasens (= Untersuchungen zur Wirtschaftsstruktur, Bd. 9). Triltsch, Würzburg-Aumühle 1940.
- Die neuen Grundlagen der weltwirtschaftlichen Zusammenarbeit. In: Weltwirtschaftliches Archiv, Bd. 53 (1941), H. 2, S. 253–283.
- Zur lohnpolitischen Situation. 4. Aufl. Deutscher Industrieverlag, Köln 1953.
- Bernhard Harms als Mensch und Lehrer. In: Weltwirtschaftliches Archiv, Bd. 92 (1964), S. 23–30.